# Ana Neumann
Ana María Guadalupe Neumann Ramírez Moreno (San Luis Potosí, 21 de noviembre de 1954) más conocida como Ana Neumann es una narradora, locutora radiofónica, cuentacuentos y promotora cultural mexicana.

## Trayectoria
Desde muy temprana edad tuvo acercamiento a la cultura y fue así como a los ocho años escribió su primera obra de teatro La Bola de Oro, que presentó en el jardín de su casa, apoyada por su familia.
Estudió Ciencias de la Comunicación y Arte Dramático en el Instituto Tecnológico y de Estudios Superiores de Occidente. Además, fue cónsul y primer secretaria de las embajadas de México en Tanzania y Etiopía.
Trabajó en Centro de las Artes de San Luis Potosí y en el Museo Francisco Cossío. Forma parte de la Red Internacional de Cuentacuentos y desde el 2000 es directora del taller de oralidad artística y cuentería de la División de Difusión Cultural de la Universidad Autónoma de San Luis Potosí.
Fue conductora de Antología TV; programa que fue referente nacional en la difusión de la historia, el arte y la cultura potosina.
En 2012 fundó, junto con Guachichila, un grupo de narración oral de la UASLP, el Festival Internacional de Cuentería con el objetivo de rescatar las tradiciones orales, los cuentos, las leyendas, relatos, memoria e historia del estado.  Desde 2021 es directora del Taller de Teatro GRIMM y también trabaja en la Casa-Museo Manuel José Othón.

## Estilo artístico
El estilo artístico de la potosina se basa en la escritura de cuentos, prosa poética y dramaturgia.

## Obra
Entre las obras literarias de la cuentista se encuentran:
- Cuentos potosinos (2010)
- En busca de la 11ª musa (2016)
- Tras las huellas de Ana Neumann: antología poética (2023)
- Antología de escritorios potosinas, 29 voces en el desierto (2023)

## Premios y reconocimientos
- Fue distinguida con la Medalla a la Trayectoria Artística, por la Dirección de Cultura del Honorable Ayuntamiento de San Luis Potosí, en el periodo 2004-2006.
- Recibió la Presea al Mérito Cultural 2022 en San Luis Potosí.[15]